# Lancaris kumariae
Lancaris kumariae is een garnalensoort uit de familie van de Atyidae. De wetenschappelijke naam van de soort is voor het eerst geldig gepubliceerd in 1990 door de Silva.